# Bridgewater State University
Bridgewater State University är ett universitet i USA, beläget i Bridgewater, Massachusetts. Universitetet grundades 1840 av Horace Mann.
Bland kända alumner kan nämnas Jeffrey Donovan och Jerry Riordan.